# Chrysochroa rajah
Chrysochroa rajah es una especie de escarabajo barrenador metálico del género Chrysochroa, categorizada en la tribu Chrysochroini, de la subfamilia Chrysochroinae. Fue descrita científicamente por Gory en 1840.

## Distribución geográfica
Estos escarabajos se pueden encontrar desde India y China hasta Tailandia y Laos.

## Tratamiento taxonómico
La especie aparece registrada y publicada en Histoire naturelle et iconographie des insectes Coléoptères. Supplement aux Buprestides. P. Duménil, Paris. Volume 4, livraisons 36-42, pp. 1-72, genera: Sternocera, Julodis, Acmaeodera, Chrysochroa, Chrysodema, Ptosima, Coeculus (pp. 79-80), Buprestis (p. (1840).